# Johan Anthon von Paulsen
Johan Anton von Paulsen (1687 – 4. september 1736 i København) var en dansk søofficer.
Han var søn af admiral Mathias von Paulsen, blev 1698 antaget som lærling i Marinen; 1707 blev han underløjtnant, 1709 premierløjtnant, året efter kaptajnløjtnant, 1712 kaptajn, samme år karakteriseret kommandørkaptajn, 1715 kommandør, 1718 schoutbynacht og 1727 viceadmiral.
I sin ungdom var han i fremmed tjeneste, ved udbruddet af Den Store Nordiske Krig ansattes han som fregatchef, senere som chef for forskellige linjeskibe, med hvilke han først var underlagt Christen Thomesen Sehested ved Stralsund, senere ærefuldt deltog såvel i Christian Carl Gabels sejr over den yngre Wachtmeister på Kolberg Red som også i admiral Peter Rabens kamp 1715 ved Jasmund. 1716-19 var Paulsen ansat ved eskadren i Kattegat, hvor han gjorde tjeneste sammen med Tordenskiold. 1727 blev han ved Ole Judichærs fald ansat som Holmens chef, men trak sig kort tid efter tilbage, fordi han fik afslag på nedsættelse af en kommission, der skulle undersøge værftets temmelig derangerede forhold. En tid lang (1726-31) ejede han herregården Hellestrup i Kirke Flinterup Sogn, som han havde købt af generalmajor Simon Henrik von Donop. Han solgte den til Mogens Hachsen.
Paulsen var to gange gift: 1. gang (1720) med Christine f. Schøller (1675-1728), datter af gehejmeråd, justitiarius i Højesteret Caspar Schøller; hun havde forinden været gift først med justitsråd Herman Schøller til Bavelse (død 1705), senere med staldmester Engel Gotfried von Bülow (død 1712); 2. gang (1735) med Christine Margrethe f. Dysseldorff, enke efter domherre Christian Voskamp.
Paulsen døde 4. september 1736 og er begravet i gravkapellet i Holmens Kirke.